# Вінслов (Іллінойс)
Вінслов (англ. Winslow) — селище (англ. village) в США, в окрузі Стівенсон штату Іллінойс. Населення — 281 особа (2020).

## Географія
Вінслов розташований за координатами 42°29′35″ пн. ш. 89°47′41″ зх. д. / 42.49306° пн. ш. 89.79472° зх. д. (42.493181, -89.794590).  За даними Бюро перепису населення США в 2010 році селище мало площу 1,17 км², уся площа — суходіл.

## Демографія
Згідно з переписом 2010 року, у селищі мешкало 338 осіб у 138 домогосподарствах у складі 91 родини. Густота населення становила 289 осіб/км².  Було 152 помешкання (130/км²).
Расовий склад населення:
| - 96,4 % — білих - 0,9 % — корінних американців - 0,3 % — азіатів |

До двох чи більше рас належало 1,5 %. Частка іспаномовних становила 3,8 % від усіх жителів.
За віковим діапазоном населення розподілялося таким чином: 24,0 % — особи молодші 18 років, 61,8 % — особи у віці 18—64 років, 14,2 % — особи у віці 65 років та старші. Медіана віку мешканця становила 39,1 року. На 100 осіб жіночої статі у селищі припадало 101,2 чоловіків;  на 100 жінок у віці від 18 років та старших — 97,7 чоловіків також старших 18 років.
Середній дохід на одне домашнє господарство  становив 47 665 доларів США (медіана — 40 750), а середній дохід на одну сім'ю — 52 881 долар (медіана — 49 375). За межею бідності перебувало 13,1 % осіб, у тому числі 32,7 % дітей у віці до 18 років та 4,3 % осіб у віці 65 років та старших.
Цивільне працевлаштоване населення становило 133 особи. Основні галузі зайнятості: виробництво — 27,8 %, освіта, охорона здоров'я та соціальна допомога — 18,8 %, будівництво — 16,5 %.